# Francis Galton
Sir Francis Galton (16 tháng 2 năm 1822 - 17 tháng 1 năm 1911) là một nhà thông thái, nhà nhân chủng học, ưu sinh học, nhà thám hiểm, nhà địa lý, nhà phát minh, nhà khí tượng học và nhà thống kê người Anh. Francis Galton là em họ của Charles Darwin. Ông được phong tước hiệp sĩ năm 1909.
Trong sự nghiệp của mình, Galton viết trên 340 bài báo và sách. Ông cũng là người sáng tạo ra khái niệm hệ số tương quan trong thống kê và phát triển hồi quy về điểm trung bình. Ông là người đầu tiên áp dụng các phương pháp thống kê đối với nghiên cứu về sự khác biệt của con người và tính di truyền của trí thông minh, ông giới thiệu việc sử dụng bảng hỏi và khảo sát nhằm thu thập dữ liệu với con người.
Francis Galton là nhà tiên phong của thuyết ưu sinh và là người đã đặt tên thuyết ưu sinh (tiếng Anh: eugenics). Ông cũng là người sáng lập ra ngành trắc nghiệm học tâm lý. Ông phát minh ra phương pháp phân loại dấu vân tay, đóng vai trò hữu dụng đối với khoa học pháp lý.
Với tư cách là một trong những nhà tiên phong của ngành khí tượng học, Galton đã phát minh ra bản đồ thời tiết, đề xuất một lý thuyết về vùng xoáy nghịch và là người đầu tiên lập ra một bản ghi chép hoàn chỉnh các hiện tượng khí hậu ngắn hạn trên bình diện châu Âu.

## Liên kết
- Francis Galton tại Find a Grave
- Galton's Complete Works at Galton.org (including all his published books, all his published scientific papers, and popular periodical and newspaper writing, as well as other previously unpublished work and biographical material).
- Các tác phẩm của Francis Galton tại Dự án Gutenberg
- The Galton Machine or Board demonstrating the normal distribution.
- Portraits of Galton from the National Portrait Gallery (United Kingdom)
- The Galton laboratory homepage Lưu trữ ngày 9 tháng 5 năm 2004 tại Wayback Machine (originally The Francis Galton Laboratory of National Eugenics) at University College London
- O'Connor, John J.; Robertson, Edmund F., "Francis Galton", Bộ lưu trữ lịch sử toán học MacTutor, Đại học St. Andrews
- Biography and bibliography in the Virtual Laboratory of the Max Planck Institute for the History of Science
- History and Mathematics
- Human Memory — University of Amsterdam Lưu trữ ngày 4 tháng 2 năm 2012 tại Wayback Machine website with test based on the work of Galton
- An 8 foot-tall (2,4 m) Probability Machine (named Sir Francis Galton) comparing stock market returns to the randomness of the beans dropping through the quincunx pattern. from Index Funds Advisors IFA.com
- Catalogue of the Galton papers held at UCL Archives
- "Composite Portraits", by Francis Galton, 1878 (as published in the Journal of the Anthropological Institute of Great Britain and Ireland, volume 8).
- "Enquiries into Human Faculty and its Development", book by Francis Galton, 1883.